# Polypoites (Sohn des Peirithoos)
Polypoites (altgriechisch Πολυποίτης Polypoítēs) war in der griechischen Mythologie der Sohn des Lapithen Peirithoos und der Hippodameia.
Geboren wurde er an dem Tag, an dem sein Vater die Kentauren vom Pelion vertrieben hatte. Nach dem frühen Tod seiner Mutter begab sich sein Vater zu Theseus nach Athen und trat mit ihm eine Fahrt in den Hades an, von der er nicht zurückkehrte. Daraufhin übernahmen Polypoites und der mit ihm verwandtschaftlich verbundene Leonteus die Herrschaft der Lapithen. Beide sind in der Folge eng verbunden und teilen ein gemeinsames Schicksal. Beide freien um Helena und ziehen mit 40 Schiffen zum Kampf gegen Troja. Beide zählten dort zu den tapfersten Kämpfern – Polypoites brachte sechs Gegner um – und gehörten zur Besatzung des Trojanischen Pferdes. Auch nahm er siegreich an den Leichenspielen für Patroklos teil. Besonders nahe während des Krieges stand er dem Palamedes.
Nach der Eroberung Trojas begleitete er Kalchas mit anderen die Küste entlang nach Kolophon. Nachdem Kalchas dort gestorben und bestattet war, kehrte Polypoites mit seinen Begleitern nach Troja und von dort in seine Heimat zurück. Nach Aristoteles starben Leonteus und Polypoites im Land der Meder.